# 자연흡기 엔진

전형적인 4행정 엔진에서의 공기 흐름. 1번 스트로크에서 공기가 흡입밸브를 통해 연소실에 들어간다.

자연흡기 엔진(自然吸氣-, naturally aspirated engine, normally aspirated engine)은 터보차저나 슈퍼차저 등을 이용해 과급하지 않고 오직 대기압에만 의존하여 흡기를 하는 내연기관을 의미한다. N/A, NA 등으로도 표기한다.

## 같이 보기
- 기화기
- 연료 분사